# Robert Hugues-Lambert
Robert Hugues-Lambert, all'anagrafe Hugues Robert Lambert (Parigi, 1º aprile 1908 – Flossenbürg, 7 marzo 1945) è stato un attore francese.

## Biografia
Robert Hugues-Lambert nacque a Parigi nel 1908, figlio del venditore Jean Lambert e della cassiera Louise. Dopo il diploma e il servizio di leva, tornò a Parigi per cercare fortuna come attore. Dopo essere stato licenziato dal Théâtre de l'Odéon, nel 1942 recitò accanto a Jacques Dynam nella pièce Le bout de la Route di Jean Giono. Durante una delle rappresentazioni fu notato dal regista Louis Cuny, che lo scritturò per interpretare il protagonista Jean Mermoz nel suo film Mermoz. Ancora più che le sue capacità recitative, ad assicurargli la parte fu la grande somiglianza con Mermoz, tale da commuovere anche la madre dell'aviatore.
Le riprese del film iniziarono nel 1942, ma la carriera dell'attore fu bruscamente interrotta il 3 marzo 1943, quando dopo una sessione fotografica ad Harcourt fu arrestato presso il gay bar Le Sans-Soucis. In seguito al raid della polizia Hugues-Lambert, che era l'amante di un ufficiale nazista, fu imprigionato e detenuto nel campo di internamento e deportazione di Royallieu-Compiègne.
Per completare le riprese delle ultime scene di Mermoz, l'attore Henri Vidal fu assunto come "body double" per filmare la parte del protagonista, venendo ripreso sempre di spalle. Tuttavia la voce di Vidal era troppo diversa da quella dell'attore originale per passare inosservata e, grazie alla complicità di un secondino, la troupe riuscì a far doppiare le battute dallo stesso Hugues-Lambert facendo passare un microfono sopra il filo spinato.
Le riprese del film terminarono l'11 ottobre 1943, quasi un mese dopo che Hugues-Lambert era stato deportato a Buchenwald, dove rimase per oltre un anno. Il 28 novembre 1944 fu trasferito al campo di concentramento di Flossenbürg, dove morì di stenti il 7 marzo 1945.

## Nella cultura di massa
Nel 1999 la vita dell'attore è stata drammatizzata nel film televisivo Le Plus Beau Pays du monde.

## Filmografia
- Mermoz, regia di Louis Cuny (1943)